# Коназюк Ганна Дмитрівна
Ганна Дмитрівна Коназюк (*11 грудня 1977, с. Велика Мечетня,  Кривоозерський район, Миколаївська область) — українська письменниця, живе та працює в місті Києві; дипломантка Міжнародного конкурсу «Коронація слова 2018». Лауреатка II премії Міжнародного конкурсу «Коронація слова 2019». Переможниця Молодої Коронації 2020 у номінації «Твори для молодших школярів»

## З життєпису
Ганна Коназюк народилася 11 грудня 1977 року у селі Велика Мечетня Кривоозерського району Миколаївської області. 
У 1995 році закінчила Великомечетнянську середню школу, після чого вступила до Національного педагогічного університету ім. М. Драгоманова, факультет української філології (спеціальність вчитель української мови і літератури, зарубіжної літератури та народознавства). Відтоді, з 1995 року проживає в місті Києві.
З 2009 року працює в Управлінні освіти Деснянської районної в місті Києві державної адміністрації.
Г. Д. Коназюк — була постійною учасницею фестивалю «Українські передзвони».
Брала участь у зустрічі зі школярами.

З 2022 року заступник директора з навчальної роботи спеціалізованої школи І-ІІІ ступенів № 23 з поглибленим вивченням англійської мови Деснянського району м. Києва

## З творчості
Перші твори Ганна Коназюк почала писати в підлітковому віці, деякі з них були надруковані в районній газеті. Твори публікувала в інтернет-виданні «Проба пера». Має публікації у газеті «Сільські вісті» (2014), газеті «Таращанський край» (2015), дитячому часописі «Світ дитини» (2015-2016), твори ввійшли до антології Майданівських віршів «Небесна Сотня» (2014), видавництво «Букрек»; антології сучасної новелістики та лірики України (2015), видавництво «Склянка часу».
За мотивами оповідання «Варя» Г. Коназюк у 2014 році поставлено радіовиставу, яка звучала на Українському радіо.
У 2017 році вийшов великий твір для дітей — казка «Пригодницькі оповідки про мишачу сімейку», видавництво «Арт Економі».
У 2018 році стала дипломантом Міжнародного конкурсу «Коронація слова 2018» за оповідання «Крило янгола».

У 2019 році стала Лауреаткою II премії Міжнародного конкурсу «Коронація слова 2019» в номінації «Пісенна лірика».

у 2020 році стала переможницею Молодої Коронації у номінації «Твори для молодших школярів» за збірку оповідань «Гостинець від Зайчика» та оповідання «Горе Святогореве».

Стаття про Ганну Коназюк міститься в Науково-довідковому виданні «Коронація слова», присвяченому 20-річчю Міжнародного літературного конкурсу «Коронація слова», Видавництво «Світ Успіху».

В 2022 році твори Ганни Коназюк друкувалися в часописі «Дебют газета».
Бібліографія:
- Колективна збірка поезій “Осінь у камуфляжі [Архівовано 14 червня 2018 у Wayback Machine.]”, 2014, (ПП Щербатих О.В.);

- колективна збірка поезій “Він, Вона і війна”, 2016, (ПП Щербатих О.В.)[5];

- колективна збірка оповідань “Теплі історії у стилі Блюз”, 2016, (Брайт Букс);

- колективна збірка оповідань “Теплі родинні історії”, 2017, (Брайт Стар Паблішинг);

- казка “Пригодницькі оповідки про мишачу сімейку”, 2017, (Арт Економі)[6];  казка “Пригодницькі оповідки про мишачу сімейку”, 2020, (Брайт Букс);

- колективна збірка інклюзивних оповідань «Terra інклюзія», 2018, (Видавничий центр «12»);

- колективна збірка «Як тебе не любити... Коротка проза про сучасний Київ та киян 2019», 2019, (Київ, видавництво «Саміт-книга»);

- колективна збірка «Як тебе не любити... Коротка проза про сучасний Київ та киян 2020», 2020, (Київ, видавництво «Саміт-книга»).

- збірка поезій «Легкість буття», 2020, (Брайт Букс);

## Відзнаки
- Ганна Коназюк — володарка спеціальної відзнаки від Олени Осмоловської[7] за кращі інклюзивні оповідання в номінації «Terra інклюзія» [Архівовано 14 червня 2018 у Wayback Machine.] за твір «Крило янгола».
- В номінації «Пісенна лірика» II премія за «Колискова для тата» – «Коронація слова 2019».[8]
- диплом міжнародного літературного конкурсу «Дитяча коронація» (Коронація слова) 2020 за оповідання «Горе Святогореве» в номінації «дорослі для дітей (молодші школярі)»;
- диплом міжнародного літературного конкурсу «Дитяча коронація» (Коронація слова) 2020 за збірку оповідань «Гостинець від зайчика» в номінації «дорослі для дітей (молодші школярі)»;